# Tino Kratochvil
Antonín Kratochvil, pseudonym Tino Kratochvil (* 15. června 1978 Brno) je český fotograf a syn fotografa Jefa Kratochvila. V roce 2001, ve věku 23 let, byl svědkem teroristických útoků 11. září v New Yorku, kde spolu s otcem zachytil pád obou věží Světového obchodního centra. Tato zkušenost zásadně ovlivnila jeho přístup k reportážní fotografii.

## Životopis
Po studiích na brněnské konzervatoři se Tino věnoval fotografování divadelních představení, zejména v Městském divadle Brno, kde jeho otec působil jako dvorní fotograf. Tino se postupně etabloval jako fotograf v oblasti divadelní a koncertní fotografie. V rozhovoru z roku 2023 uvedl, že se v minulosti snažil odlišit od svého otce, nyní však cítí potřebu na jeho práci navázat a pokračovat v rodinné tradici. Věnuje se také digitální fotografii, přičemž si uchovává nostalgický vztah k analogové technice.

## Galerie

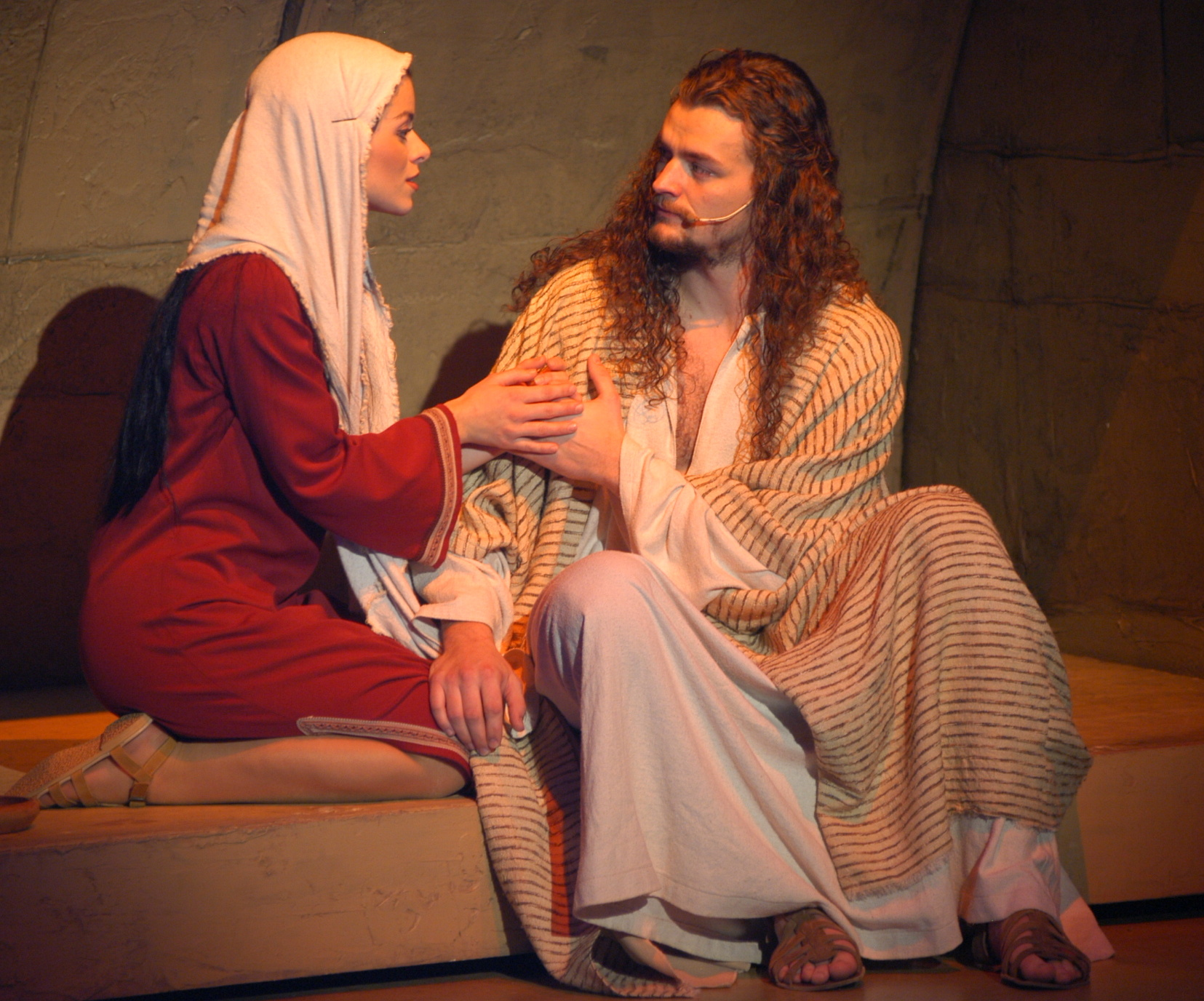
Provedení muzikálu Jesus Christ Superstar Městským divadlem Brno (Hana Holišová, Dušan Vitázek)
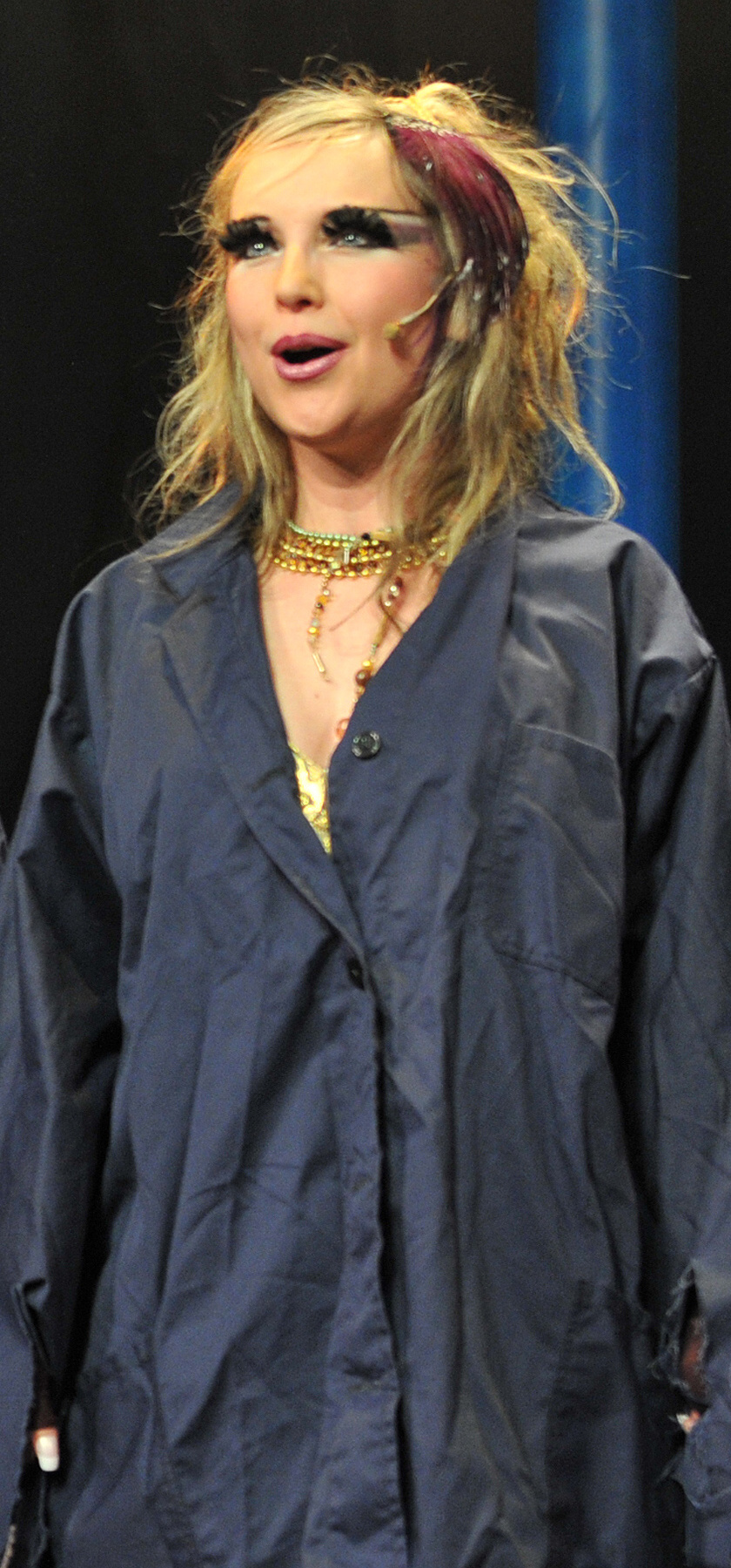
Kateřina Derouet, česká divadelní herečka Městského divadla Brno
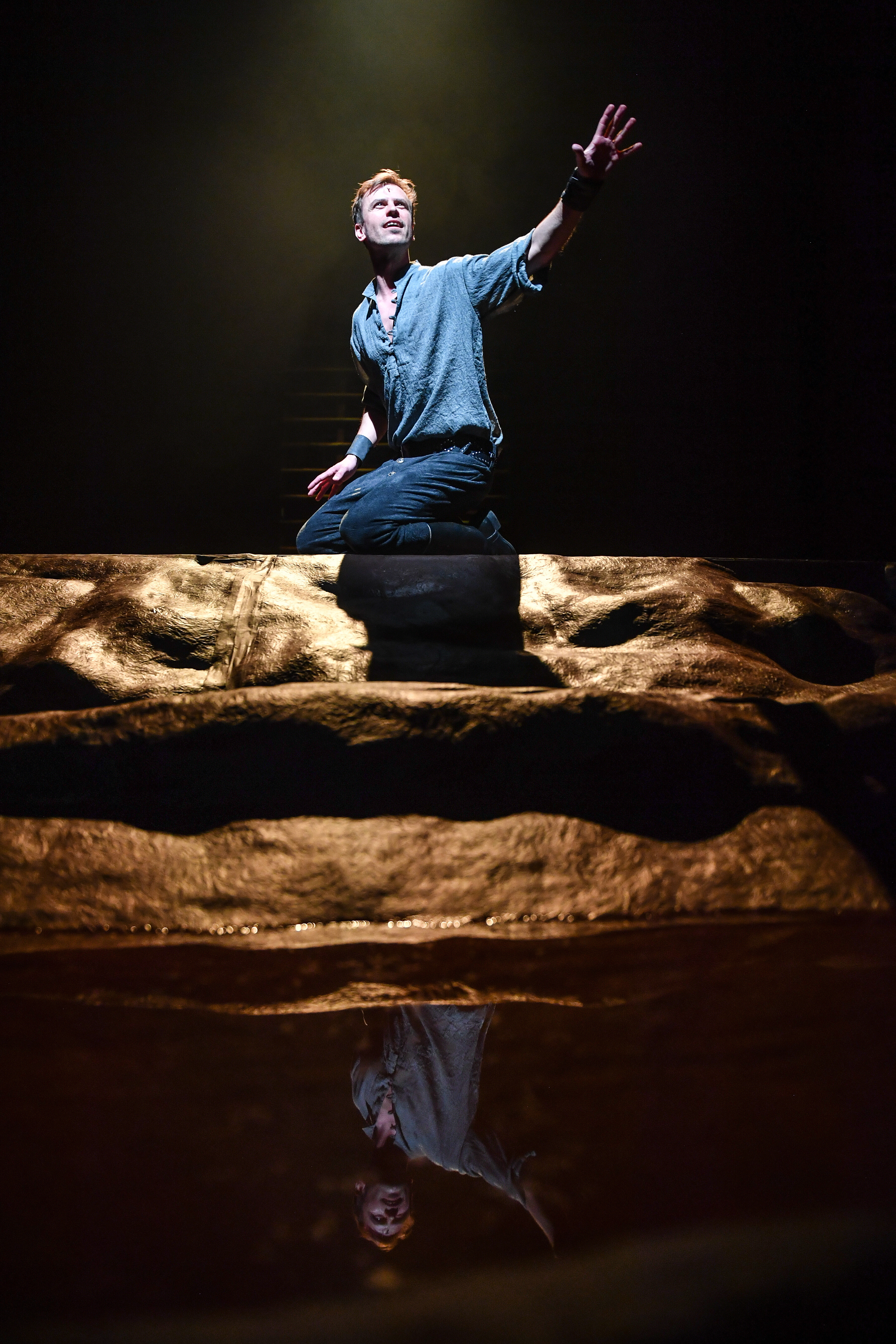
Ondřej Studénka - Luka Frane v muzikálu Devět Křížů
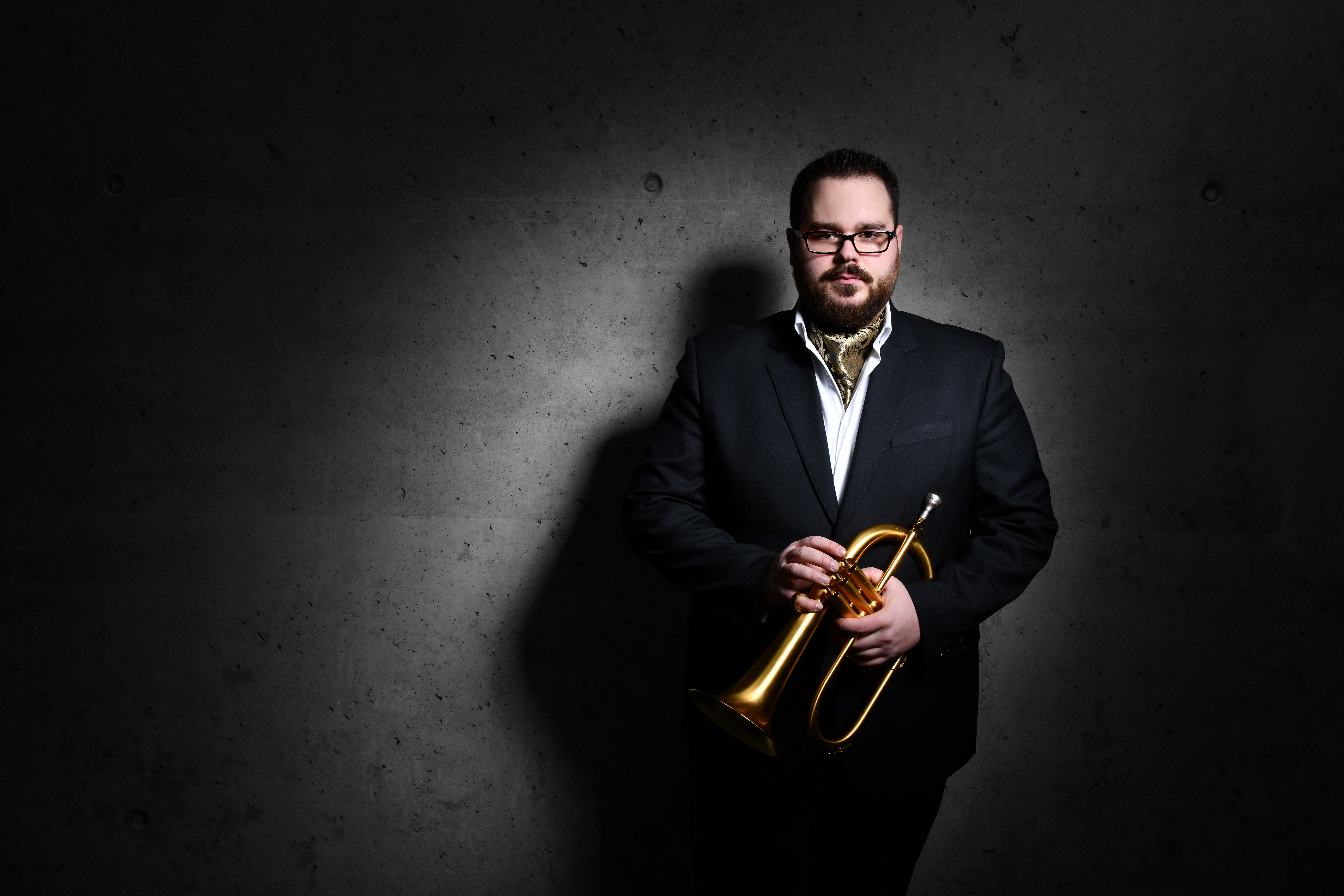
Slovenský trumpetista Lukáš Oravec